# Politisk demokrati
Politisk demokrati är ett styrelseskick som garanterar ett minimum av demokratiska rättigheter såsom allmän rösträtt och rätt till juridisk prövning. Politisk demokrati är frånvaron av diktatur och folkstyre.
Termen är inte allmänt accepterad utan är en del av den socialistiska tradition[källa behövs] som delar upp demokratibegreppet i politisk demokrati, social demokrati och ekonomisk demokrati. I marxistisk kontext kan politisk demokrati sägas vara upprättandet av ett borgerligt samhälle genom en borgerlig revolution.
Utanför det marxistiska språkbruket kallas de demokratier som är så vanliga i västvärlden för liberala demokratier. Det betyder inte att de har med liberalistiska partier att göra, utan att det råder frihet att välja, och bli vald som, politiska representanter, plus en rad andra friheter som yttrandefrihet, tryckfrihet, demonstrationsfrihet, etableringsfrihet, majoritetens hänsynstagande till minoriteten. m.m.